# Una herència de mort
Una herència de mort (The Estate en anglès) és una comèdia negra del 2022 escrita i dirigida per Dean Craig. És protagonitzada per Toni Collette i Anna Faris com a germanes que intenten recuperar la gràcia de la seva tieta separada abans que ella passi a heretar part de la seva fortuna. La pel·lícula es va estrenar el 4 de novembre de 2022 per Signature Entertainment. Ha estat doblada i subtitulada al català.

## Repartiment
- Toni Collette com a Macey
- Anna Faris com a Savannah
- David Duchovny com a Richard
- Rosemarie DeWitt com a Beatrice
- Kathleen Turner com a tieta Hilda
- Ron Livingston com a James
- Keyla Monterroso Mejia com a Ellen
- Danny Vinson com a Bill

## Producció
Signature i Capstone van anunciar que Dean Craig estava escrivint i dirigint Una herència de mort el desembre de 2021, i Toni Collette i Anna Faris protagonitzarien la pel·lícula. En els mesos següents, Kathleen Turner, Rosemarie DeWitt, Keyla Monterroso Mejia, David Duchovny i Ron Livingston es van unir al repartiment.
El rodatge va tenir lloc a Nova Orleans entre febrer i març de 2022.